# Adromischus filicaulis
Adromischus filicaulis (Адроміскус філікауліс) — сукулентна рослина з роду адроміскус родини товстолистові (Crassulaceae).

## Етимологія
Видова назва походить від лат. filum і лат. caulis.

## Морфологічні ознаки

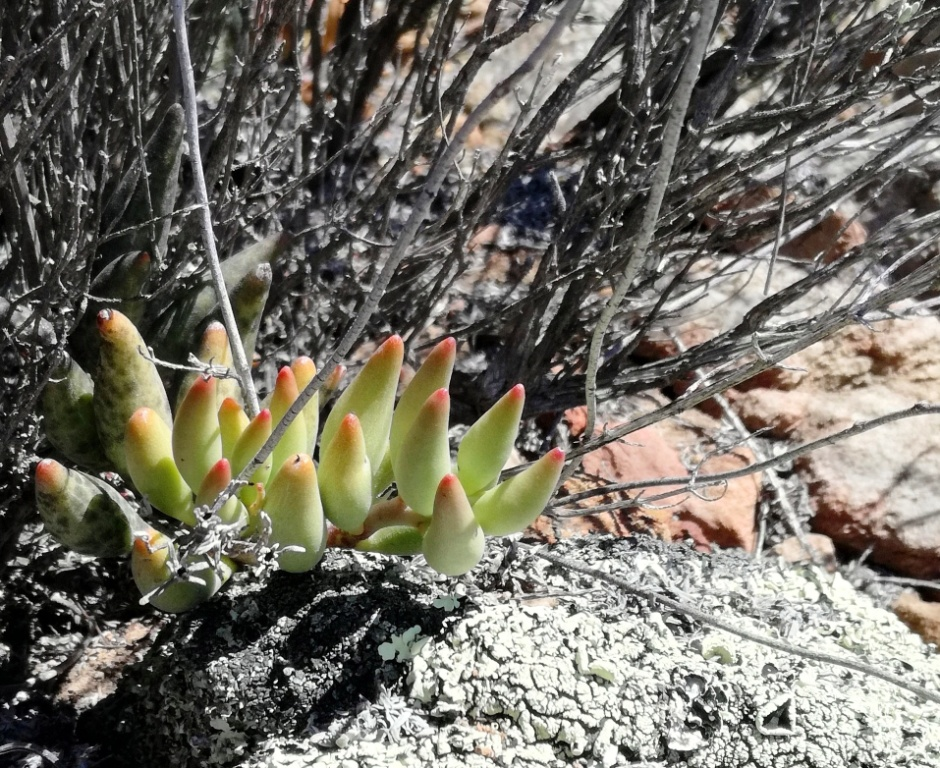
Adromischus filicaulis

Невеликий, мочкуватий, часто повзучий, сукулентний багаторічник, з гілками до 0,35 м завдовжки. Листки майже сидячі, лінійно-еліптичні та купчасто-веретеноподібні, сіро-зелені, рідше червоно-крапчасті, з легким ороговілим кінчиком. Квітки в колосоподібному, зазвичай нерозгалуженому суцвітті; трубка віночка 10—13 мм завдовжки, від зеленого до червоного, частки 1—2 мм завдовжки, всередині шорсткі, пильовики коротко розпущені.

## Поширення
Обидва підвиди Adromischus filicaulis є Південноафриканськими ендеміками. Типовий підвид поширений в Західнокапській та Північнокапській провінціях. Adromischus filicaulis subsp. marlothii зустрічається у Східнокапській, Західнокапській та Північнокапській провінціях.

## Середовище проживання та екологія
Зростає на кам'янистих схилах в ущелинах або суглинистих рівнинах під чагарниками.

## Природоохоронний статус
Обидва підвиди Adromischus filicaulis входять до Червоного списку Міжнародного союзу охорони природи та Червоного списку рослин Південно-Африканської Республіки (англ. Red List of South African Plants) зі статусом Види в найменшій загрозі.